# Карстен Бунк
Карстен Бунк (нім. Carsten Bunk, 29 лютого 1960) — німецький академічний веслувальник.
Олімпійський чемпіон 1980 року в складі парної четвірки.